# Retardacja
Retardacja (łac., retardatio ‘opóźnienie’) – jedna z figur retorycznych; jej celem jest zwiększenie napięcia u czytelnika poprzez opóźnienie bądź zatrzymanie akcji utworu, zwykle literackiego. Osiąga się ją poprzez długie, obszerne opisy.
Retardacje są jednymi z cech eposu; i tak w Iliadzie Homera, przykładem retardacji jest przeniesienie się akcji do kuźni Hefajstosa, tuż przed istotnym pojedynkiem Hektora z Achillesem.